# Paijenborchella iocosa
Paijenborchella iocosa is een mosselkreeftjessoort uit de familie van de Cytheridae. De wetenschappelijke naam van de soort is voor het eerst geldig gepubliceerd in 1948 door Kingma.